# Am Ende eines viel zu kurzen Tages
Am Ende eines viel zu kurzen Tages ist ein deutsches Filmdrama in englischer Sprache aus dem Jahre 2011. Der Film erschien in Deutschland am 30. August 2012. Das Drehbuch schrieb Anthony McCarten nach seinem Roman Superhero.

## Handlung
Der krebskranke Donald wird aufgrund seines belasteten Verhältnisses zu den Eltern vom Psychologen Dr. Adrian King betreut. Die Schwierigkeiten der Adoleszenz werden durch die Erkrankung verschärft, die sich im Laufe des Filmes immer deutlicher als tödlich herausstellt. Dr. Adrian King versucht Donald aufgrund seiner Ausnahmesituation, unter Brechung von Recht und üblichen Moralvorstellungen, den Beischlaf mit einer Prostituierten zu vermitteln. Gleichzeitig bemüht sich Donald um eine Beziehung mit einem gleichaltrigen Mädchen.

## Hintergrund
Der Film wurde in Dublin auf Englisch gedreht.

## Rezensionen
Dpa-infocom bezeichnete den Film als grandios und schrieb: „Der Ire Ian FitzGibbon hat den Coming-of-Age-Roman «Superhero» von Anthony McCarten grandios verfilmt, indem er Comic-Sequenzen geschickt integriert, den rauen Ton und makaberen Witz der Vorlage trifft und den Zuschauer zu Tränen rührt.“
Doris Kuhn schreibt in der Süddeutschen Zeitung: „Gern hätte man mehr davon gesehen, von den düsteren Verfolgern, die der Junge als kapuzentragender Superheld bekämpft; auch die Idee, immer wieder in einen Monster-Cartoon auszuweichen, ist frischer als der Rest der Geschichte.“
Stefan Stiletto lobt die „Melancholie ohne Pathos“ und hebt die Glaubwürdigkeit und gelungene Charakterzeichnung auf kinofenster.de hervor: „Ian Fitzgibbon hat ein gutes Gespür dafür, wann genug gesagt und gezeigt wurde. Vor allem aber nimmt er die Gefühlswelt seines Protagonisten ernst und erzählt nie über dessen Kopf hinweg. An den dramaturgisch präzise ausgearbeiteten Nebenfiguren arbeitet sich Donald ab, vor allem an Shelly, aber auch an dem auf Todkranke spezialisierten Psychiater Dr. King, der Donald so akzeptiert, wie er ist, und an den Eltern, die Donald ebenso auf Distanz halten wie umarmen möchte. Gerade die Hin- und Hergerissenheit zwischen Ablehnung und Liebe und nicht zuletzt seine Verletzlichkeit machen diesen jungen Protagonisten so glaubwürdig.“
Danny Gronmaier betont auf critic.de, dass es „kein Film über Krebs“ ist: „Die Krankheit potenziert den dramatischen Verlauf einer Coming-of-Age-Geschichte, nimmt dabei aber nicht zu viel auf Pathos abzielenden Raum ein. Der irische Regisseur Ian FitzGibbon begegnet dieser möglichen dramatischen Falle von vornherein mit einer nicht nur durch die zwischenmontierten Trickfilm-Sequenzen gebrochenen Komposition. Szenen setzen unvermittelt ein und brechen abrupt ab, erwartete Dialoge bleiben aus oder sind überraschend fragmentiert.“